# Laudêmio
Laudêmio é compensação devida ao senhorio direto, por não usar o direito de preferência quando o enfiteuta aliena onerosamente o imóvel foreiro. Corresponde a um percentual sobre o valor venal do imóvel, a ser pago quando ocorre uma transação onerosa com escritura definitiva dos direitos de ocupação ou do aforamento de terrenos.

## Definição e diferenciação
É importante não confundir laudêmio com outras cobranças relacionadas a terrenos foreiros. A seguir, uma explicação sobre cada conceito:

### Laudêmio
- O que é: Compensação paga ao senhorio direto quando há transferência onerosa do imóvel
- Quando é pago: Uma única vez, apenas no momento da compra/venda do imóvel
- Valor: Geralmente 2,5% do valor da transação imobiliária
- Quem paga: O comprador do imóvel foreiro

### Foro
- O que é: Taxa anual paga ao senhorio direto pelo uso contínuo do terreno
- Quando é pago: Anualmente
- Valor: 0,6% do valor do imóvel
- Quem paga: Os foreiros (aqueles que possuem contrato de aforamento)

### Taxa de Ocupação
- O que é: Taxa anual cobrada pelo uso de terrenos sem contrato de aforamento
- Quando é paga: Anualmente
- Valor: 2% ou 5% do valor do imóvel
- Quem paga: Os ocupantes (que não possuem contrato de aforamento formal)

## História
O laudêmio tem suas origens no sistema feudal europeu, onde o senhor feudal (proprietário das terras) cobrava uma taxa quando um vassalo transferia seus direitos sobre a terra para outra pessoa. No Brasil, o instituto da enfiteuse foi introduzido durante o período colonial português e posteriormente incorporado ao ordenamento jurídico brasileiro.
A palavra "laudêmio" deriva do latim laudemium, que por sua vez vem de laudare (aprovar, consentir), indicando a necessidade de aprovação do senhorio para a transferência do domínio útil.

## O laudêmio no Brasil
No Brasil, os principais titulares desse direito são:
1. A União (terrenos de marinha)
2. A Igreja Católica
3. Particulares, como o Ramo de Petrópolis da Família Imperial Brasileira

Estas prestações não constituem, em termos jurídicos, um tributo, e sim um direito real, tal como a percepção de aluguéis.
O órgão responsável pela demarcação das áreas sobre as quais incide a cobrança de laudêmio da União é a Secretaria do Patrimônio da União (SPU).
O posicionamento adotado no Código Civil em relação à "enfiteuse" (art. 678) é o de que se trata de forma superada de constituição de direito real sobre coisa alheia, a qual foi relegada para o capítulo das disposições transitórias. O artigo 2038 proíbe a constituição de novas enfiteuses e subenfiteuses, mantendo-se as existentes até sua extinção.

### Tipos de possuidores de imóveis em terrenos da União
Os possuidores de imóveis localizados em áreas pertencentes à União dividem-se em dois tipos:
1. Ocupantes: Possuem apenas o direito de ocupação do terreno e constituem a maioria dos casos. Pagam taxa de ocupação anual.

1. Foreiros: Possuem contratos de aforamento com a União, o que lhes confere mais direitos, incluindo o domínio útil do terreno. Pagam foro anual.

Ambos estão sujeitos ao pagamento de laudêmio quando há transferência onerosa do imóvel.

### Terrenos de Marinha
O conceito de terrenos de marinha foi definido desde 22 de fevereiro de 1868, quando foi publicado o decreto imperial nº 4.105, que estabelece em seu artigo 1º, § 1º:
São terrenos de marinha todos os que banhados pelas águas do mar ou dos rios navegáveis até a distância de 15 braças craveiras (33 metros) para a parte da terra, contadas desde o ponto a que chega o preamar médio.
Este ponto refere-se ao estado do lugar no tempo da execução da lei de 15 de novembro de 1831, artigo 51, parágrafo 14 (instrução de 14 de novembro de 1832, artigo 4º).
O Decreto-Lei 9.760/46, em seu artigo 2º, atualizou o texto da seguinte forma:
Art. 2º - São terrenos de marinha, em uma profundidade de 33 (trinta e três) metros, medidos horizontalmente, para a parte da terra, da posição da linha do preamar médio de 1831:
"a) os situados no continente, na costa marítima e nas margens dos rios e lagoas, até onde se faça sentir a influência das marés;
"b) os que contornam as ilhas situadas em zona onde se façam sentir a influência das marés.
"Parágrafo único. Para os efeitos deste artigo a influência das marés é caracterizada pela oscilação periódica de 5 (cinco) centímetros pela menos do nível das águas, que ocorra em qualquer época do ano.

### Terrenos da Família Imperial
Em 1822, o então príncipe D. Pedro, em viagem à Vila Rica, Minas Gerais, em busca de apoio ao movimento da Independência do Brasil, decidiu se hospedar numa propriedade às margens do vale do Rio Piabanha. Durante a estadia, encantou-se com a Mata Atlântica e ao clima ameno da região serrana, hoje conhecida como Serra dos Órgãos. Oito anos depois, em 1830, a pouco de resignar-se como imperador, adquiriu uma propriedade próxima, chamada Fazenda do Córrego Seco, renomeada Imperial Fazenda da Concórdia, onde pretendia construir uma residência de verão. Após sua morte, em 1834, a propriedade foi deixada como herança a seu filho, o futuro imperador D. Pedro II.
Em março de 1843, D. Pedro II assinou um decreto que aprovou, dentro dos limites da propriedade, a construção da residência e o arrendamento dos arredores, no intuito de iniciar um povoamento planificado, eventualmente vindo a se tornar, por outro decreto na década seguinte, o município de Petrópolis. Assim, desde antes da própria criação da cidade, toda a região povoada pertencia à família imperial, e seguia os conformes de uma enfiteuse, instituto presente no Brasil desde tempos coloniais, e substitutivo ao aforamento português após a Independência. Por direito, em vigor até hoje, qualquer transação imobiliária no chamado Primeiro Distrito de Petrópolis acrescenta uma contraprestação à família imperial (laudêmio), fixada atualmente em 2,5% da operação.
Todavia, desde a década de 1940, após acordo familiar, somente descendentes do ramo de Petrópolis passaram a carregar esse direito, mediante a Companhia Imobiliária de Petrópolis, enquanto os membros do ramo de Vassouras já não recebem quantia alguma.